# E. Säfström
E. Säfström var en svensk målare verksam på 1880-talet i Stockholm.
Namnet Säfström var på 1880-talet inte vanligt i Stockholm och den ende stockholmare vid den tiden man skulle kunna tänka sig är en sjökapten Erik Sigismund Säfström som föddes 1839 och dog 3 maj 1903 i Stockholm. Trots stora efterforskningar har man inte fått någon lösning på gåtan E. Säfström. Han var representerad med tavlan Vid pumpen på Brunkebergstorg vid Stockholms stadsmuseums utställning Stockholmsliv genom konstnärsögon 1942. Tavlan reproducerades i Sven Lidmans bok Lågan och lindansaren 1952. Troligen var han även representerad vid en konstauktion 1884 med en landskapsmålning.